# Knottingley
Knottingley è una cittadina di 17.000 abitanti della contea del West Yorkshire, in Inghilterra.